# 西原 (つくば市)
西原（にしはら）は茨城県つくば市の地名。郵便番号は305-0815。

## 地理
つくば市の中部に位置し、筑波研究学園都市研究学園地区に属する。全域が土木研究所であり、同研究所のうち南部（旧筑波郡谷田部町の町域）で構成される。
東は要、西は旭、南は学園の森、北は西沢と接している。

## 歴史

### 町名の変遷
| 実施後 | 実施年月日                | 実施前（各町名ともその一部）                       |
| ------ | ------------------------- | -------------------------------------------------- |
| 西原   | 1978年（昭和53年）2月10日 | 大字西平塚字西原、大字東平塚字西原、大字遠東字東山 |

## 小・中学校の学区
市立小・中学校に通う場合、西原全域が要小学校、大穂中学校となる。

## 施設
- 土木研究所